# Gioacchino Genchi
Gioacchino Genchi (Castelbuono, 22 agosto 1960) è un poliziotto e informatico italiano.

## Studi
Dopo il diploma di maturità si mantenne agli studi universitari lavorando nel campo dell'informatica.
Nel 1979, viene eletto consigliere comunale di Castelbuono, nelle file dell'MSI.
Dopo la laurea in giurisprudenza conseguita con il massimo dei voti e lode, intraprese la carriera forense conseguendo le abilitazioni per l'esercizio dell'avvocatura e l'insegnamento di materie giuridiche.
Nel 1986, a seguito di concorso pubblico, diviene Vice Commissario in prova della Polizia di Stato, frequentando il 70º Corso di formazione per Funzionari di Polizia per poi fare carriera fino a diventare Vice Questore aggiunto.
Nel 1993 viene aggregato al gruppo investigativo denominato "Falcone-Borsellino" guidato dal dirigente Arnaldo La Barbera che si occupa di condurre le indagini sulle stragi di Capaci e di via D'Amelio.

## La controversia sulle intercettazioni
Esperto di informatica e telefonia, si occupa di incrociare i tabulati delle telefonate in processi di grande importanza, quali quelli sulle stragi di Capaci e di via D'Amelio del 1992, che hanno rivelato il rapporto tra la mafia e il complesso giuridico-economico-politico della seconda Repubblica.
È stato coinvolto dalla stampa e dal Presidente del Consiglio Silvio Berlusconi in merito a un presunto scandalo di intercettazioni. Genchi avrebbe, secondo Berlusconi, intercettato 350.000 persone (non viene indicato in quanto tempo questo sarebbe avvenuto). Genchi tuttavia sostiene di non aver mai svolto una sola intercettazione in tutta la sua vita poiché il suo compito era quello di analizzare tabulati telefonici, che tuttavia l'allora presidente del Copasir Francesco Rutelli riteneva delicati e rilevanti quanto le intercettazioni.
Il 23 marzo 2010 a Genchi viene comminata un'ulteriore sospensione di 6 mesi dal servizio, firmata dall'allora capo della polizia, Antonio Manganelli, rischiando così la destituzione dal servizio. La destituzione arriverà il 16 febbraio 2011.
Nel 2014 il TAR della Sicilia (sede di Palermo), con la Sentenza n. 205/2014 del 24-07-2014, ha annullato sia le tre sospensioni dal servizio che la destituzione inflittagli dalla Polizia di Stato.

### Caso SIATEL
Nel febbraio del 2009 è stato aperto un procedimento penale a carico di Gioacchino Genchi presso la Procura di Roma. Il 13 marzo 2009 i carabinieri del Ros su mandato della procura di Roma sequestrano il cosiddetto "archivio segreto" di Genchi, cioè i computer con i dati raccolti da Genchi per il suo lavoro di consulenza a diversi magistrati. Genchi si è difeso in un'intervista pubblicata su internet, parlando delle responsabilità dei suoi accusatori.
Il Tribunale del Riesame ha annullato il sequestro e la perquisizione dei tabulati telefonici spiegando che i reati contestati erano inesistenti. La Procura di Roma comunque non ha restituito i tabulati a Genchi; il 7 maggio 2009 la Procura della Repubblica di Roma ha impugnato in Cassazione le ordinanze con le quali il Tribunale del riesame l'8 aprile ha annullato il sequestro del cosiddetto 'archivio segreto' di Gioacchino Genchi.
Il 26 giugno 2009 Genchi viene scagionato. Viene chiesto da Eugenio Selvaggi, sostituto procuratore generale della Cassazione, che i giudici della quinta sezione penale dichiarino inammissibile il ricorso che la Procura di Roma aveva presentato contro l'annullo del sequestro dei tabulati ordinato dal Tribunale del Riesame, poiché Genchi, secondo Selvaggi, non ha violato la privacy di nessuno.
Il 13 aprile 2011 Gioacchino Genchi, accusato d'accesso abusivo alla rete SIATEL, è stato assolto da Marina Finiti, Gup del Tribunale di Roma perché "il fatto non sussiste".

### Indagine su acquisizione illegittima di tabulati telefonici
Il 21 gennaio 2012 il GUP di Roma Barbara Callari rinvia a giudizio Gioacchino Genchi insieme a Luigi de Magistris con l'accusa di aver acquisito nel 2009 in modo illegittimo i tabulati telefonici di alcuni parlamentari. L'inchiesta è stata aspramente criticata anche da Marco Travaglio.
Il 30 aprile 2012 nell'ambito del suddetto processo i legali di Genchi, Fabio Repici e Ivano Iai, presentano istanza di ricusazione per "inimicizia verso l'imputato" da parte della II sezione penale del Tribunale di Roma. L'11 maggio la corte d'appello di Roma respinge l'istanza. Il 21 ottobre 2015 la Corte d'Appello di Roma presieduta da Ernesto Mineo assolve Gioacchino Genchi e Luigi de Magistris dall'accusa di abuso d'ufficio per l'illecita acquisizione dei dati di traffico dei parlamentari, riformando una sentenza di primo grado pronunciata dal Tribunale capitolino in data 24 settembre 2014.

### Altri procedimenti
Il 27 settembre 2012 Genchi viene assolto dal GUP di Roma, Riccardo Amoroso, dall'accusa di calunnia nei confronti del consulente della procura Massimo Bernaschi.
Nella sentenza si afferma (verbatim) si deve escludere ogni possibile censura all'elaborato del consulente tecnico dott. Bernaschi.
È stato inoltre archiviato un procedimento per diffamazione nei confronti di Genchi, nato da un esposto di Antonio Saladino, dal GUP Andrea Ghinetti
Il 18 gennaio 2016 Genchi viene reintegrato in polizia.

### Libro "Magistropoli"
In occasione della presentazione del libro di Antonio Massari, a Genchi vengono poste alcune domande su temi quali la Magistratura, la fiducia, il potere, il processo.